# Zaalakoestiek
Zaalakoestiek is een deelgebied uit de akoestiek dat zich bezighoudt met het gedrag van geluid in grotere of kleinere ruimtes.
Het gedrag van geluid hangt sterk af van de golflengte ten opzichte van de afmetingen van de ruimte. Er zijn vier golflengtegebieden te onderscheiden, waarin het geluid zich anders gedraagt:
1. Bij lage frequenties, onder de golflengte van tweemaal de grootste afmetingen van de ruimte, gedraagt geluid zich als semi-statisische veranderingen van de luchtdruk. De geluidsdruk verandert in de gehele ruimte met dezelfde amplitude en dezelfde fase.
2. Bij golflengtes boven genoemde waarden, maar onder een frequentie van ongeveer 11250(RT60/V)1/2 zijn de golflengtes van het geluid vergelijkbaar met de afmetingen van de ruimte. Het gedrag van geluid binnen de ruimte wordt dan gedomineerd door resonanties. RT60 is hierin de nagalmtijd.
3. Bij een frequentiegebied over ongeveer de volgende twee octaafbanden treedt een overgangsgebied op tussen de vorige en de volgende zone.
4. Bij de hoogste frequenties gedragen geluidstralen zich net zoals lichtstralen die in de kamer rondlopen en reflecteren op de wanden.

Een taak van de akoesticus die zich met zaalakoestiek bezighoudt, is het gedrag van de zaal af te stemmen op het gebruik ervan. Zo worden aan een zaal die gebruikt wordt voor lezingen andere eisen gesteld dan aan een zaal die gebruikt wordt voor muziek. Bij elke zaal geldt echter veelal dat er geen ongewenste echo's op dienen te treden. Verder is de nagalmtijd van belang. Voor een zaal die door sprekers wordt gebruikt, dient de nagalmtijd vrij kort te zijn. Voor symfonische muziek wordt een lange nagalmtijd vaak mooier gevonden.
De maatregelen die een zaalakoesticus ter beschikking staan zijn in principe de volgende:
- De afmetingen van de zaal
- De vorm van de zaal
- De hoeveelheid geluidsabsorptie in de zaal

Als de akoestiek van de zaal niet in orde is, kan vaak aan de vorm niet veel meer worden veranderd. De zaalakoesticus zal dan zijn toevlucht moeten nemen tot middelen als het aanbrengen van extra absorptie, of het aanbrengen van extra reflectievlakken

## Gerelateerde onderwerpen
- Dode kamer
- Elektroakoestiek
- Galmkamer
- Geluidsscherm